# Thomas Pope (2e comte de Downe)
Pour les articles homonymes, voir Thomas Pope.
Thomas Pope, 2e comte de Downe (1622-1660) est un aristocrate anglais et un royaliste.

## Biographie
Baptisé à Cogges, près de Witney, 16 décembre 1622, il est l'aîné des trois fils de William Pope, Nds. (1596-1624), et d'Elizabeth, seule héritière de Thomas Watson, de Halstead, Kent. Sa mère s'est remariée après la mort de son père, avec Thomas Penyston, 1er baronnet. Son grand-père, William Pope de Wroxton, près de Banbury, est créé comte de Downe dans le royaume d'Irlande, et est décédé le 2 juillet 1631. Thomas, son petit-fils hérite de son titre, et des grands domaines dans le nord-ouest de l'Oxfordshire, qui ont été acquis en 1555 par Thomas Pope.
Le jeune comte est élevé à la maison de son tuteur, John Dutton de Sherborne. Le 26 novembre 1638, il se marie avec la fille de son tuteur, Lucy, et le 21 juin 1639 est inscrit comme un noble à Christ Church, à Oxford; mais il ne respecte pas la discipline universitaire, et est renvoyé le 13 mars 1641 de l'université.
Lors de la Première guerre civile anglaise Downe lève une troupe et est à Oxford avec le roi en 1643. Charles (ie)r a dormi dans la maison de sa femme à Cubberley, dans le Gloucestershire, le 6 septembre 1643 et 12 juillet 1644. En 1645, son domaine étant évalué à 2202 £ par an, il est condamné à une amende de 5 000 livres sterling par le comité pour le compoundage. Il contracte des dettes et vend, en 1650, toutes ses terres, à l'exception des manoirs de Cogges et Wilcote, Cubberley, qu'il tient de sa femme, et Enstone, avec les cantons voisins.
Il quitte l'Angleterre, et voyage en France et en Italie. Il est décédé au café de Arthur Tilliard à Oxford, 28 décembre 1660. Son corps est enterré parmi ses ancêtres à Wroxton le 11 janvier 1661, avec une inscription sur une dalle dans le chœur de l'église.

## Famille
Lucy, la comtesse de Downe est décédée le 6 avril 1656, et est enterrée à Cubberley. Juste avant sa mort, son unique enfant, Elizabeth (née à Cogges 15 avril 1645), épouse de Francis Lee, 4e baronnet. Son deuxième mari est Robert Bertie, 3e comte de Lindsey. La pairie d'Irlande est passée à son oncle, Thomas Pope, 3e comte de Downe.